# 3월 17일
3월 17일은 그레고리력으로 76번째(윤년일 경우 77번째) 날에 해당한다.

## 사건
- 기원전 45년 - 문다 전투가 발발하고 카이사르가 승리해 내전을 끝내다.
- 1861년 - 이탈리아 왕국이 성립되다.
- 1949년 - 호레이스 호톤 언더우드의 배우자 에델 언더우드(Ethel Underwood) 여사가 연희대학교 교내 사택(現 언더우드기념관)에서 피살당하다.
- 1959년 - 제14대 달라이 라마인 땐진갸초가 티베트에서 인도로 망명하다.
- 1960년 - 이승만정부의 치안국장 이강학, 3·15 부정선거에 반대하는 마산 사건은 공산당 수법과 비슷하고 배후에 공산당 개재 여부를 조사 중이라고 발표하다.
- 1969년 - 골다 메이어가 이스라엘의 제4대 총리에 취임하다.
- 1970년 - 대한민국 제3공화국의 권력층 스캔들로 번진 정인숙 살해 사건이 발생하였다.
- 2003년 - 미국·영국이 유엔 안전 보장 이사회의 동의 없이 이라크 공격을 결정하다.
- 2009년 - 조선민주주의인민공화국이 미국의 여기자 2명 억류.
- 2013년 - 미국 항공우주국이 2005년 관측을 시작한 이후 가장 큰 운석이 달에 떨어지다.

## 문화
- 1958년 - 미국 해군이 최초의 태양광 발전 인공위성인 뱅가드 1호를 발사했다. 뱅가드 1호는 인간이 우주로 쏘아 올린 인공물 중 현재까지 궤도를 돌고 있는 가장 오래된 위성이다.
- 1969년 - 별이 빛나는 밤에 라디오 프로그램이 처음으로 방송되었다.
- 1982년 - 문화방송, 여의도 사옥에서 방송 시작.
- 1990년 - 프랑스 파리의 바스티유 오페라 하우스가 개장됨.
- 2025년
  - CGV 고덕강일이 오픈되었다.
  - TBN 교통방송이 춘하계 개편을 시작했다.

## 탄생
- 1628년 - 프랑스의 조각가 프랑수아 지라르동. (~1715년)
- 1834년 - 독일의 기업가 고틀리프 다임러. (~1900년)
- 1907년
  - 일본의 정치인, 총리 대신 미키 다케오. (~1988년)
  - 미국의 정치인 존 올랜도 파스토레. (~2000년)
- 1919년 - 미국의 재즈 가수, 피아니스트 냇 킹 콜. (~1965년)
- 1920년
  - 대한민국의 정치인 박두선. (~2011년)
  - 방글라데시의 초대 대통령 셰이크 무지부르 라흐만. (~1975년)
- 1930년 - 영국의 음악가 앨런 윌리엄스. (~2016년)
- 1934년 - 미국의 역사가 존 헤일브론. (~2023년)
- 1935년 - 미국의 영화배우 애덤 웨이드. (~2022년)
- 1936년 - 미국의 배우 패티 말로니. (~2025년)
- 1940년 - 대한민국의 방송인 겸 정치인 박성범.
- 1942년 - 일본의 배우, 성우 야마모토 요코. (~2024년)
- 1947년 - 조선민주주의인민공화국의 정치인 김영일. (~2023년)
- 1950년 - 미국의 배우 패티 애스터. (~2024년)
- 1948년 - 캐나다의 작가 윌리엄 깁슨.
- 1951년
  - 대한민국의 기업인 권오갑.
  - 미국의 영화배우 커트 러셀.
- 1955년 - 미국의 배우 게리 시니스.
- 1957년 - 대한민국의 정치인 박용갑.
- 1958년
  - 대한민국의 시사평론가, 교수, 방송인 이봉규.
  - 대한민국의 정치가 전병헌.
- 1959년
  - 일본의 라디오 진행자, 로컬 연예인, 방송 작가, 기업가 이치몬지 야타로. (~2022년)
  - 독일의 방송인 페터 일만.
- 1962년
  - 대한민국의 기업인 이국철.
  - 일본의 바둑 기사 히코사카 나오토.
- 1963년 - 대한민국의 수영 선수 최선용.
- 1964년 - 잉글랜드의 전 축구 선수 리 딕슨.
- 1965년 - 대한민국의 극작가 이민욱.
- 1967년
  - 대한민국의 전 배우 홍리나.
  - 스매싱 펌킨스의 프론트맨이자 미국의 음악가 빌리 코건.
- 1969년
  - 영국의 디자이너 알렉산더 매퀸. (~2010년)
  - 루마니아의 정치인 일리에 볼로잔.
- 1970년 - 루마니아의 전 축구 선수 플로린 러두치오이우.
- 1971년 - 대한민국의 전 야구 선수, 현 야구 코치 조웅천.
- 1972년
  - 대한민국의 배우 정경호.
  - 미국의 축구 선수 미아 햄.
- 1974년 - 대한민국의 방송 기자 최영철.
- 1975년
  - 대한민국의 기업인 최윤범.
  - 캐나다의 프로레슬링 선수 앤드루 마틴.
- 1976년
  - 우루과이 축구 선수 알바로 레코바.
  - 대한민국의 기업인 허민.
  - 미국의 전직 배우, 사진가 신시아 대니얼.
- 1977년 - 대한민국의 리포터, 배우 박혜원.
- 1979년
  - 대한민국의 가수 양파.
  - 대한민국의 야구 선수 조용준.
  - 미국의 포르노 배우 스토미 대니얼스.
- 1980년 - 대한민국의 래퍼 최자 (CB 매스, 다이나믹 듀오).
- 1981년
  - 대한민국의 배우 하경민.
  - 미국의 농구 선수 카일 코버.
  - 일본의 프로 야구 선수 다테야마 쇼헤이.
  - 미국의 가수, 작곡가 니키 잼.
- 1982년 - 일본의 전 축구 선수 야쓰다 고스케.
- 1983년
  - 대한민국의 성우 강호철.
  - 포르투갈의 축구 선수 하울 메이렐르스.
  - 대한민국의 희극인 남영환.
- 1984년
  - 대한민국의 가수 주희 (8eight).
  - 대한민국의 야구 선수 송은범.
  - 대한민국의 야구 선수 지석훈.
  - 미국의 배우 라이언 로트먼.
- 1985년 - 대한민국의 전 야구 선수 오상준.
- 1986년 - 보스니아의 축구 선수 에딘 제코.
- 1987년
  - 대한민국의 희극인 신보라.
  - 대한민국의 종합격투기 선수 정찬성.
  - 대한민국의 배우 이애정. (~2007년)
  - 미국의 아이스하키 선수 보비 라이언.
- 1988년
  - 러시아의 축구 선수 유리 듀핀.
  - 캐나다의 음악가 그라임스.
  - 스웨덴의 축구 선수 라스무스 엘름.
- 1989년 - 일본의 축구 선수 가가와 신지.
- 1990년
  - 일본의 가수, 배우 타마모리 유타 (Kis-My-Ft2).
  - 도미니카 공화국의 야구 선수 진 세구라.
- 1991년 - 대한민국의 배우 한지안.
- 1992년
  - 대한민국의 가수 대원 (매드타운, 유앤비).
  - 영국의 배우 존 보예가.
- 1993년
  - 대한민국의 가수 오존.
  - 대한민국의가수 서영주.
- 1994년
  - 대한민국의 수영 선수 김서영.
  - 오스트리아의 축구 선수 마르셀 자비처.
- 1995년
  - 대한민국의 가수 손진욱.
  - 대한민국의 가수 쟈쟈.
- 1996년 - 잉글랜드의 축구 선수 브렌던 갤러웨이.
- 1997년
  - 대한민국의 축구 선수 백승호.
  - 대한민국의 축구 선수 한찬희.
  - 미국의 수영 선수 케이티 러데키.
- 1998년
  - 대한민국의 배우 김주환.
  - 대한민국의 가수 한송희.
- 1999년
  - 대한민국의 가수 겸 방송인 조명섭.
  - 대한민국의 스켈레톤 선수 정승기.
- 2000년
  - 대한민국의 사격 선수 금지현.
  - 대한민국의 바둑 기사 신진서.
  - 대한민국의 야구 선수 정우준.
- 2001년
  - 대한민국의 가수 수윤 (로켓펀치).
  - 잉글랜드의 가수, 배우 제이드 앨런.
- 2003년 - 일본의 아이돌 나카니시 아루노.
- 2004년 - 대한민국의 가수 강민서.
- 2010년
  - 대한민국의 혼혈 아역 일라이다 일마즈.
  - 대한민국의 아역 배우 주승혁.

### 미상
- 대한민국의 소설가 김선영.

## 사망
- 180년 - 로마 제국의 제16대 황제 마르쿠스 아우렐리우스. (121년~)
- 1595년 - 일본 센고쿠 시대의 무장 가모 우지사토. (1556년~)
- 1680년 - 프랑스의 작가 프랑수아 6세 드 라로슈푸코 공작. (1613년~)
- 1782년 - 스위스의 수학자 다니엘 베르누이. (1700년~)
- 1917년 - 독일의 철학자 · 심리학자 프란츠 브렌타노. (1836년~)
- 1941년 - 제2차 세계 대전 당시 독일의 잠수함 함장 요아힘 셰프케. (1912년~)
- 1945년 - 프랑스의 중국학자 앙리 마스페로. (1883년~)
- 1970년 - 대한민국의 모델, 배우 정인숙. (1945년~)
- 1976년 - 이탈리아의 영화 감독 루키노 비스콘티. (1906년~)
- 1993년 - 미국의 배우 헬렌 헤이스. (1900년~)
- 2002년 - 독일의 작가 루이제 린저. (1911년~)
- 2006년 - 중화인민공화국의 연쇄 살인자 쉬푸가오. (1970년~)
- 2007년
  - 대한민국의 정치인 박용석. (1928년~)
  - 미국의 컴퓨터 과학자 존 배커스. (1924년~)
- 2013년 - 대한민국의 대금, 아쟁 명인 서용석. (1940년~)
- 2017년 - 세인트루시아의 시인 데릭 월컷. (1930년~)
- 2018년
  - 대한민국의 정치인 홍우준. (1923년~)
  - 베트남의 정치인 판반카이. (1933년~)
- 2020년
  - 러시아의 작가 에두아르드 리모노프. (1943년~)
  - 미국의 영화배우 라일 왜거너. (1935년~)
- 2021년
  - 대한민국의 군인, 정치인 박세환. (1940년~)
  - 탄자니아의 제5대 대통령 존 마구풀리. (1959년~)
- 2022년
  - 오스트리아의 건축가 크리스토퍼 알렉산더. (1936년~)
  - 우크라이나의 영화배우 옥사나 슈베츠. (1955년~)
- 2023년 - 미국의 영화배우 랜스 레딕. (1948년~)
- 2024년 - 대한민국의 군인, 정치인 서정화. (1933년~)
- 2025년 - 홍콩의 기업인 리자오지. (1928년~)

## 기념일
- 북아일랜드와 미국에서 3월 17일은 성 패트릭의 날(Saint Patrick's Day)이다.

## 같이 보기
- 전날: 3월 16일 다음날: 3월 18일 - 전달: 2월 17일 다음달: 4월 17일
- 음력: 3월 17일
- 모두 보기